# بيتر ديتريش
بيتر ديتريش (بالألمانية: Peter Dietrich)‏ (مواليد 6 مارس 1944) هو لاعب كرة قدم. يلعب مع منتخب ألمانيا الغربية لكرة القدم. سبق له أن لعب في كأس العالم لكرة القدم مع منتخب بلاده.

## روابط خارجية
- بيتر ديتريش على موقع الاتحاد الدولي (مؤرشف)  (الإنجليزية)
- بيتر ديتريش على موقع قاعدة بيانات كرة القدم.إي يو (الإنجليزية)
- بيتر ديتريش على موقع بيانات كرة القدم. دي إي (الألمانية)
- بيتر ديتريش على موقع ناشيونال فوتبول تيمز (الإنجليزية)
- بيتر ديتريش على موقع عالم كرة القدم.نت (الإنجليزية)